# Hrabstwo Somerset (Maine)
Hrabstwo Somerset (Somerset County) – hrabstwo w północnej części stanu Maine w Stanach Zjednoczonych. Liczy 50 888 mieszkańców (2000) i 10 606 km² powierzchni. Zostało ustanowione w 1809 roku. Od północy graniczy z kanadyjską prowincją Quebec. Ośrodkiem administracyjnym hrabstwa jest Skowhegan.

## Miasta
- Anson
- Athens
- Bingham
- Cambridge
- Canaan
- Caratunk
- Cornville
- Detroit
- Embden
- Fairfield
- Harmony
- Hartland
- Jackman
- Madison
- Mercer
- Moose River
- Moscow
- New Portland
- Norridgewock
- Palmyra
- Pittsfield
- Ripley
- St. Albans
- Skowhegan
- Smithfield
- Solon
- Starks

## CDP
- Anson
- Bingham
- Fairfield
- Hartland
- Madison
- Norridgewock
- Pittsfield
- Skowhegan